# Prinsbisdom Chur
Het prinsbisdom Chur was een tot de Zwabische Kreits behorend prinsbisdom binnen het Heilige Roomse Rijk.

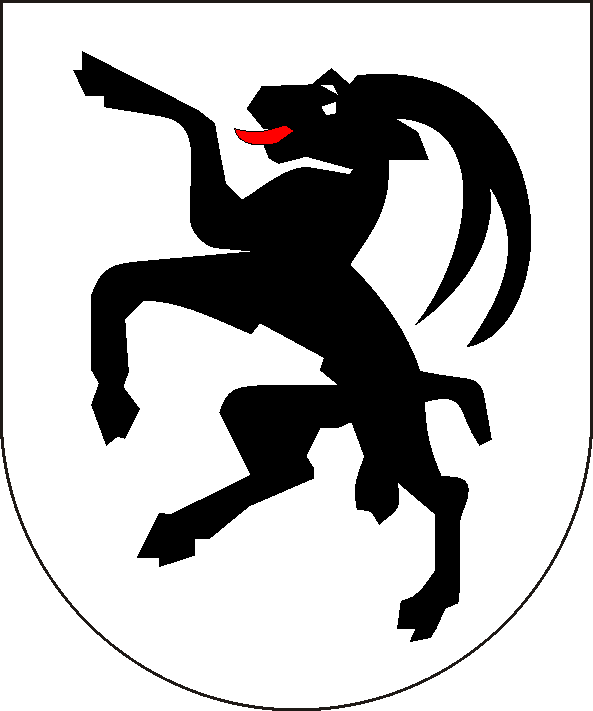
Bisdom Chur.

In 451 werd de eerste bisschop van Chur vermeld. Het bisdom behoorde toen bij de kerkprovincie Milaan. In 799/806 werd het graafschap Chur gescheiden van het bisdom, waardoor de wereldlijke rechten verloren gingen. In 843 werd het bisdom bij de kerkprovincie Mainz gevoegd. In 952/5 werd de tweede helft van de stad Chur verworven en in 960 Bergell. In 1055 kwam de rijksvoogdij en het halsgerecht aan de bisschop, een belangrijke stap voor het vormen van een vorstendom. In 1089 werd de bisschop graaf in Raetien. Oberengadin en Chiavenna (Duits: Cläven) werden in 1139 verworven. Sinds 1170 was de bisschop rijksvorst.
In de 12e eeuw bestond het prinsbisdom uit:
- de dalschappen: Vier Dörfer, Bergell, Oberhalbstein, Oberengadin, Domleschg en Münstertal
- de lage rechtspraak in Unterengadin en Vintschgau
- Bormio(=Worms), Bivio on Stalla en Poschiavo

Verdere uitbreidingen waren: Räms en Oberhalbstein (1258), Aspermont (1275), Greifenstein en Bergün (1394), Trimmis (1400),
Obervatz en Schams (1456), Heintzenberg en Vals (1475), 1483: Gruob, Flims, Lugnetz en Ilantz (1483).
Al met al omvatte het wereldlijke gebied van de bisschop van Chur in Zwitserland grote delen van het huidige Graubünden, Chiavenna, Bormio en de Vinschgau.
Al in de 14e eeuw gingen de graafschappen van Chiavenna en Bormio verloren aan de hertog van Milaan. De Vinschgau kwam feitelijk onder controle van de graaf van Tirol. De bisschop zelf dreigde onder Habsburgse controle te komen.
De stad Chur, het domkapittel en de boeren uit de omliggende dalen vormden daartegen in 1367 de Gotteshausbund (Bond van Gods Huis). Onder soortgelijke omstandigheden ontstond in 1395 de Grauer Bund (Grijze Bond) in het westen in het bisdom Disentis. In 1436 ontstond in Noord Raetië Zehngerichtenbund (Bond van de Tien Rechtsgebieden). In 1450 sloten de drie bonden zich aaneen als de Drei Bünde. De Drei Bünde werd tot 1798 beschouwd als een vrijstaat.
In 1524/6 verloor de bisschop de wereldlijke rechten in de stad Chur, die daarmee de facto een vrije rijksstad werd. In 1717 werd de heerlijkheid Grossenengstingen met het bezit in Honau verkocht aan de abdij Zwiefalten. Op 15 maart 1798 verloor de bisschop zijn rechten die bij de landshoogheid hoorden.
In 1801 gingen de laatste rechten van de bisschop verloren, en werden deze overgedragen aan Graubünden. De historische staat moet worden onderscheiden van het rooms-katholieke bisdom Chur dat nog steeds bestaat, zelfs als de bisschop tot de ontmanteling van het prinsbisdom dezelfde man was.

## Regenten
- 800- 820: Remigius
- 820- 833: Victor II
- 833- 844: Wernhar II (Warin)
- 844- 849: Gerbrach ?
- 844/9-879:Hessi
- 879- 887: Rudhar
- 887- 914: Dietholf
- 914- 949: Waldo I
- 949- 968: Hartbert
- 969- 995: Hildbold
- 995-1002: Waldo II
- 1002-1026: Ulrich I van Lenzburg
- 1026-1039: Hartmann I van Rapperschwyl
- 1039-1070: Dietmar van Montfort
- 1070-1078: Hendrik I van Montfort
- 1079-1088: Norbert van Hohenwart
- 1089-1095: Ulrich II van Tarasp
- 1095-1122: Wido
- 1122 1150: Koenraad I van Bibereck
- 1150-1160: Sankt Adelgod (Berber/Urber)
- 1160-1170: Egino van Ehrenfels
- 1170-1179: Ulrich III van Tägerfelden (abt van Sankt Gallen)
- 1179-1180: Bruno van Ehrenfels (abt van Räzüns ?)
- 1180-1193: Hendrik II van Arbon
- 1194-1200: Arnold I van Mätsch
- 1200-1209: Reginhar
- 1209-1209: Walther
- 1210-1221: Arnold II van Mätsch
- 1221-1222: Hendrik III van Realt
- 1221-1222: Albrecht van Güttingen
- 1222-1226: Rudolf van Güttingen
- 1226-1233: Berchtold I van Helfenstein
- 1233-1237: Ulrich IV van Kyburg
- 1237-1251: Volkhard van Neuenburg
- 1251-1272: Hendrik IV van Montfort
- 1272-1282: Koenraad II van Belmont
- 1282-1290: Frederik I van Montfort
- 1290-1298: Berchtold II van Heiligenberg
- 1298-1298: Hugo van Montfort
- 1298-1321: Siegfried van Geilenhausen
- 1321-1324: Rudolf II van Montfort (1322-1333: bisschop van Konstanz; 1330-1333: abt van Sankt Gallen)
- 1324-1325: Herman van Eschenbach (1324-1325: abt van Pfäfers)
- 1325-1331: Johan I van Pfeffenhardt
- 1331-1355: Ulrich V van Lenzburg
- 1355-1368: Peter I Jelito (1372-1381: aartsbisschop van Maagdenburg; 1381-1387: bisschop van Olmütz)
- 1368-1376: Frederik II van Mentzingen (1376-1396: bisschop van Brixen)
- 1376-1388: Johan II van Lenzburg
- 1388-1390: Bartholomaeus
- 1390-1416: Hartman II van Werdenberg-Sargans
- 1416-1417: Johan III Habundi/Ambundi (1318-1324: aartsbisschop van Riga)
- 1417-1440: Johan IV Naso
- 1440-1441: Koenraad III van Rechberg
- 1441-1452: Hendrik V van Hewen (administrator; 1436-1462: bisschop van Konstanz)
- 1453-1458: Leonhard Wissmayer
- 1458-1491: Ortlieb van Brandis
- 1491-1503: Hendrik VI van Hewen
- 1503-1541: Paul Ziegler van Ziegelberg
- 1541-1548: Lucius Yter
- 1548-1565: Thomas van Planta
- 1565-1581: Beatus van Porta
- 1581-1601: Peter II Rascher
- 1602-1627: Johan V Flugi van Aspermont
- 1627-1635: Joseph Mohr
- 1636-1661: Johan VI Flugi van Aspermont
- 1661-1692: Ulrich VI van Monte
- 1692-1728: Ulrich VII van Federspiel
- 1728-1754: Joseph Benedict van Rost
- 1755-1777: Johann Anton van Federspiel
- 1777-1793: Dionysius van Rost
- 1794-1833: Karl Rudolf Buol van Schauenstein